# Zelotaea lya
Zelotaea lya är en fjärilsart som beskrevs av Rebillard 1958. Zelotaea lya ingår i släktet Zelotaea och familjen Riodinidae. Inga underarter finns listade i Catalogue of Life.